# آداموویزنا، استان پودلاسکی
اداموازنا، پادلاسکی ویوودشیپ (به لاتین: Adamowizna, Podlaskie Voivodeship) در لهستان است که در Gmina Szypliszki واقع شده‌است.